# Јулијан Пшибош
Јулијан Пшибош (пољ. Julian Przyboś; Гвозница, 5. март 1901 — Варшава, 6. октобар 1970) је био пољски песник, есејист, преводилац и један од најзначајнијих песника Краковске авангарде. Између 1937. и 1939. је боравио у Француској, где се упознао с европском уметношћу. Био је близак с авангардним сликарима, пре свега с Групом а. р. (револуционарна уметност) којој су припадали конструктивисти Стшемињски, Стажевски, Кобро. Написао је низ теоријских и полемичких текстова о томе шта је авангардна поезија. Основно начело којим се руководио гласило је: Минимум речи, максимум поезије. Његова поезија била је пуна метафора, метонимија, елипси као и Пајперова. Његов принцип конструктивизма и функционализма после Другог светског рата следили су такозвани лингвистички песници младих генерација (Бјалошевски, Карпович, Балцежан и други).

## Дела
С обзиром на то да је остао доследан својим теоријским начелима написао је доста збирки песама: 
- Шрафови
- Оберучке
- Изнад
- У дубини шума
- Једначина срца
- Док смо живи
- Место на земљи
- Вертикална пројекција
- Најмање речи
- Оруђе од светлости
- Складна целина
- Више за манифест
- На знак
- Непознати цвет

Писао је и студије и есеје: 
- Читајући Мицкјевича
- Линија и жамор
- Поетски смисао
- Записи без датума